# Tmarus camellinus
Tmarus camellinus là một loài nhện trong họ Thomisidae.
Loài này thuộc chi Tmarus. Tmarus camellinus được Cândido Firmino de Mello-Leitão miêu tả năm 1929.